# Aeropuerto de Tomsk-Bogashevo

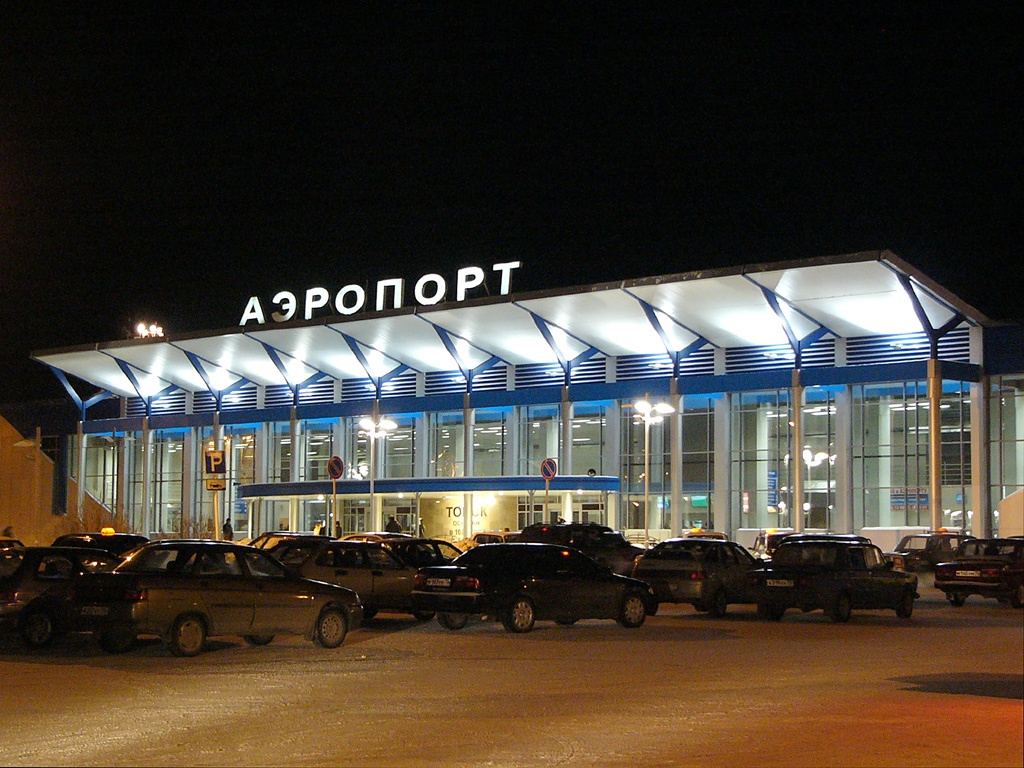
Terminal.

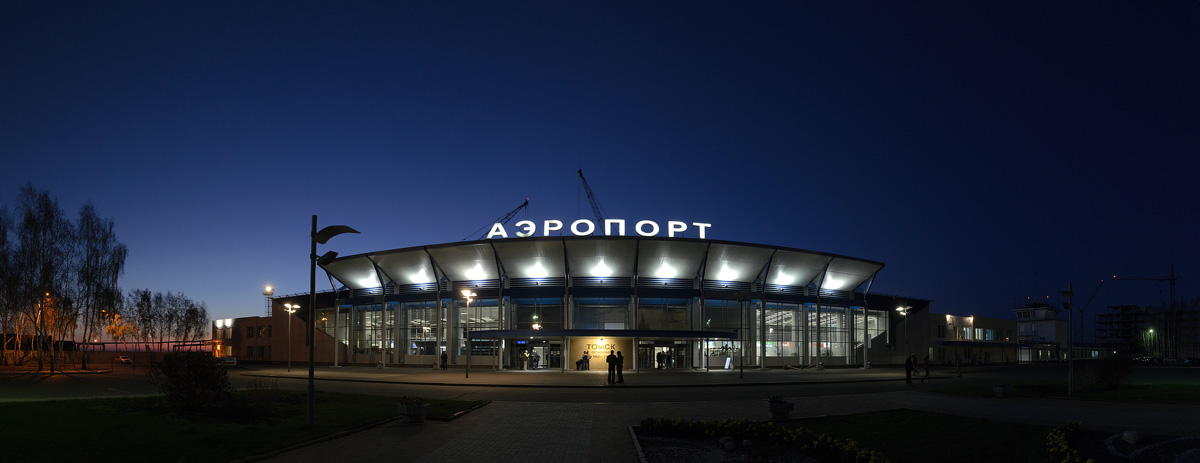
Terminal.

El Aeropuerto de Bogashevo (en ruso: Аэропорт Богашёво) (IATA: TOF, ICAO: UNTT) es un aeropuerto ubicado en la ciudad de Tomsk, en Rusia. El aeropuerto se ubica más exactamente en la localidad de Bogashevo, a 11 km del centro de Tomsk.
El aeropuerto se inauguró en noviembre de 1967, para sustituir a otro aeródromo ubicado en la localidad de Kashtak. En el sitio que ocupaba el anterior aeropuerto actualmente se encuentra un bloque de apartamentos construidos tras la apertura del nuevo aeropuerto en Bogashevo.
El espacio aéreo está controlado desde el FIR de Novosibirsk (ICAO: UNNT).

## Pista
El aeropuerto de Bogashevo dispone de una pista con dirección 02/20, de 2.500x42 m. (8.202x138 pies) y tiene un pavimento del tipo 32/R/B/X/T.

## Aerolíneas y destinos
Bogashevo es la base de operaciones de la aerolínea Tomskavia.
| Aerolíneas     | Destinos                                                |
| -------------- | ------------------------------------------------------- |
| NordStar       | Krasnoyarsk, Sochi, Surgut                              |
| RusLine        | Krasnodar, Mineralnye Vody, Ekaterinburgo               |
| S7 Airlines    | Moscú-Domodedovo                                        |
| Tomskavia      | Nizhnevartovsk, Strezhevoy, Surgut                      |
| Transaero      | Moscú-Domodedovo                                        |
| UTair Aviation | Surgut, Moscú-Vnukovo, San Petersburgo-Pulkovo, Barnaúl |
| Aeroflot       | Moscú-Sheremetyevo                                      |

## Estadísticas
Font

## Reconstrucción
En 2004 y 2005, el área del terminal y la fachada del aeropuerto fueron reconstruidas, por un costo de 70 millones de rublos. Junto a esto también se construyó una nueva autopista que comunicase al aeropuerto con la ciudad para aliviar el tráfico en la zona.